# Евсиков, Алексей Николаевич
Алексе́й Никола́евич Е́всиков (род. 30 июля 1961) — российский дипломат. Чрезвычайный и полномочный посол (2023).

## Биография
Окончил МГИМО в 1984 году. На дипломатической работе с 1984 года. Владеет английским и китайским языками.
- В 1987—1993 и 1996—2000 годах — сотрудник Посольства России в КНР.
- В 2004—2010 годах — старший советник Посольства России в КНР.
- В 2010—2015 годах — заместитель директора Первого департамента Азии МИД России.
- В 2015—2019 годах — генеральный консул России в Шанхае (КНР).
- В 2019—2023 годах — посол по особым поручениям МИД России.
- С 18 января 2023 года — чрезвычайный и полномочный посол России в Монголии[1].

## Награды
- Медаль ордена «За заслуги перед Отечеством» II степени (5 мая 2005) — за заслуги в реализации внешнеполитического курса Российской Федерации и многолетнюю добросовестную дипломатическую службу[2].

## Дипломатический ранг
- Чрезвычайный и полномочный посланник 2 класса (1 мая 2012)[3].
- Чрезвычайный и полномочный посланник 1 класса (29 июня 2018)[4].
- Чрезвычайный и полномочный посол (2 октября 2023)[5]

## Семья
Женат, имеет четырёх детей.